# Socarnes vahlii
Socarnes vahlii is een vlokreeftensoort uit de familie van de Lysianassidae. De wetenschappelijke naam van de soort is voor het eerst geldig gepubliceerd in 1838 door Henrik Nikolai Krøyer.